# José Ángel Pérez Cebrián
José Ángel Pérez Cebrián, més conegut com a Pepín, és un futbolista valencià. Va nàixer a Alacant el 28 d'octubre de 1975, i ocupa la posició de davanter.
Ha estat internacional amb la selecció valenciana i amb categories inferiors de la selecció espanyola.

## Trajectòria
S'inicia al planter de l'Hèrcules CF, d'on passa el 1994 al juvenil del FC Barcelona. Al quadre blaugrana puja fins a arribar al Barcelona Atlètic. La temporada 98/99 milita al València Mestalla, i a l'any següent, hi recala al CD Numancia. Els castellans juguen la primera divisió, però el davanter es manté inèdit tota la temporada.
Eixa campanya, la 99/00, la finalitza al CD Badajoz. Els dos anys següents, hi serà titular amb els extremenys, sumant 12 gols en 73 partits. Després d'un any al Marítimo de Funchal portuguès, a partir del 2003 la seua carrera prossegueix per conjunts de Segona B i Tercera Divisió: Hèrcules CF (03/04), Cultural Leonesa (04/06), Reial Oviedo (06/07), Vila Joiosa (07/08), CE Alcoià (08/09) i de nou a la Vila Joiosa.